# Kydingeholm

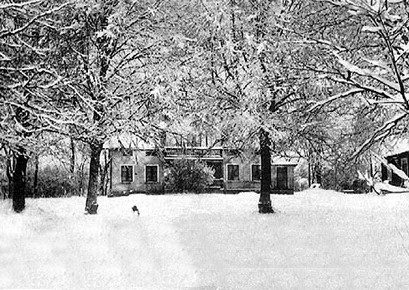
Kydingeholms gård.

Kydingeholms herrgård är en herrgård och ett tidigare säteri i Alunda socken i Östhammars kommun.

## Historik
Kydingeholm var en gång i tiden frälse säteri, och ägt av släkterna von Wernstedt, von Sack under 1600-talet, Johan von Sack blev dömd 1676 till döden för blasfemi avled på Uppsala slott, senare släkten Rotenburg, samt professor Olof Rudbeck d.y. och släkten Ulfsparre på 1800-talet.
I slutet av 1800-talet ägdes gården av Patron G.E. Eneroth , flera av hans släktingar gjorde sig kända i sin tid: Olof Eneroth och Hjalmar Eneroth.